# Empresa de los Ferrocarriles del Estado
La Empresa de los Ferrocarriles del Estado, conocida por su sigla EFE y denominada EFE Trenes de Chile desde mayo de 2021, es una empresa estatal chilena encargada del transporte de carga y pasajeros por ferrocarril. La empresa fue creada el 4 de enero de 1884, siendo una de las empresas públicas en operación más longevas del país.
EFE ha utilizado desde sus primeras obras un ancho de vía principalmente de 1676 mm (trocha ancha) en el centro-sur del país (Red Sur); y utilizaba un ancho de vía de 1000 mm (trocha métrica) en el norte (Red Norte).
En su momento, la empresa llegó a administrar la casi totalidad de la red ferroviaria nacional, incluyendo el Ferrocarril Longitudinal Norte que se extendía desde la estación La Calera hasta estación Pintados junto con sus ramales, y el Ferrocarril Longitudinal Sur, que se extiende desde la estación Puerto en Valparaíso, pasando por la Estación Central de Santiago y llegando hasta la estación Puerto Montt. Esto le permitió a la empresa poseer servicios de pasajeros y de carga a lo largo de todo el país, como fue El Longino en el norte del país o servicios entre Puerto Montt y Santiago.
En su máxima extensión, la Empresa de los Ferrocarriles del Estado contaba con la propiedad de 5500 km lineales de vías. En 2023 operaba 2296 kilómetros entre los servicios EFE Central, EFE Valparaíso, EFE Sur y EFE Arica - La Paz.

### 

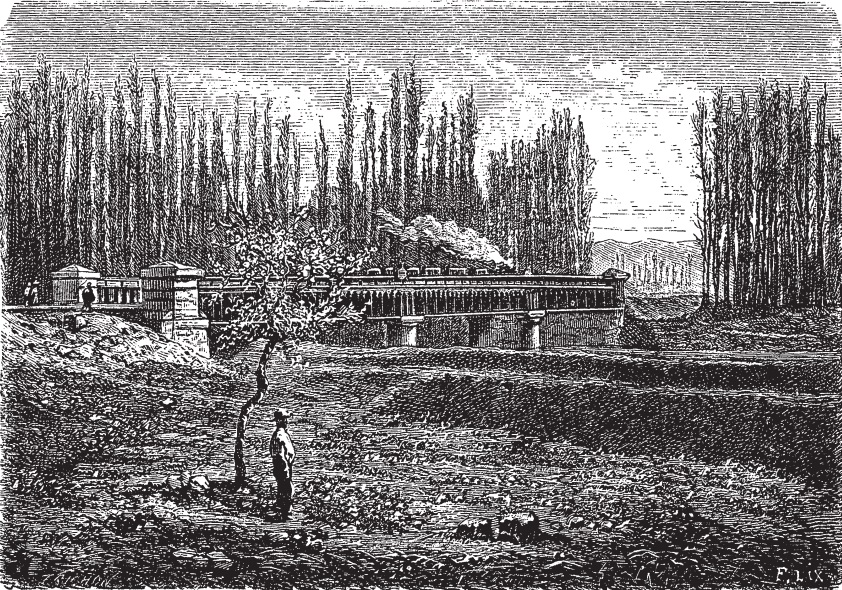
Puente ferroviario sobre el río Mapocho (1872).

## Historia

### SigloXIX

#### Antecedentes (1851-1873)
Los primeros ferrocarriles en el país fueron de propiedad privada, como por ejemplo el Ferrocarril Caldera-Copiapó —inaugurado en 1851 por William Wheelwright— y el Ferrocarril de Valparaíso a Santiago, que fue ejecutado entre fondos públicos y bonos concedidos por Candelaria Goyenechea, Matías Cousiño, Josué Waddington, Francisco Javier Ossa, Ramón Subercaseaux, entre otros accionistas. Además en esos tiempos ya existían a través de la empresa Ferrocarril del Sur (constituida en 1855) las obras de trabajo del ferrocarril entre Santiago y Talca, también financiado por fondos mixtos provenientes de las arcas fiscales y de capitales privados; esto implicaba que el Estado era un simple accionista.
Producto de la paralización en 1857 de las obras de construcción del Ferrocarril de Valparaíso a Santiago, el gobierno de Manuel Montt, mediante un decreto del 27 de mayo de 1859, traspasó a manos del Estado dicho ferrocarril, convirtiéndose en la primera empresa ferroviaria operada por organismos públicos, siendo su primer superintendente Juan Nepomuceno Jara; de esta forma, a lo largo del siglo XX se consideraba esta fecha como la fundación de Ferrocarriles del Estado, lo que incluso llevó a celebrar su centenario en 1959.

#### Fundación de la Empresa de los Ferrocarriles del Estado (1873-1884)
El 29 de agosto de 1873 el Congreso Nacional autorizó al Estado para realizar la adquisición de las acciones de los privados, por lo que quedó como dueño único de toda la red sur del país, incluyendo los ramales que ya estaban construidos y los que estaban en proceso de construcción. Antes de 1884 esta línea era administrada por dos Superintendencias enteramente independientes; una de Valparaíso a Santiago y la otra de Santiago al Sur. Ya para 1898 el crecimiento del sistema había sido tal que ya se habían construido 1469 km, sin incluir al norte.
El mismo año 1873 se dictó un reglamento de administración, que posteriormente fue ampliado y modificado por una ley creada el 4 de enero de 1884, en la que se crea el régimen administrativo y se cambia el nombre de la empresa por el de «Empresa de los Ferrocarriles del Estado», mediante la integración de las empresas ferroviarias de propiedad del Estado chileno: el Ferrocarril de Valparaíso a Santiago, el Ferrocarril del Sur entre Santiago y Curicó, y el Ferrocarril de Talcahuano a Curicó y Angol. Para ese entonces la red estatal poseía 948 km de extensión. En marzo de 1884 se nombra a Eulogio Altamirano Aracena como el primer director de EFE.

#### Expansión territorial (1884-1915)

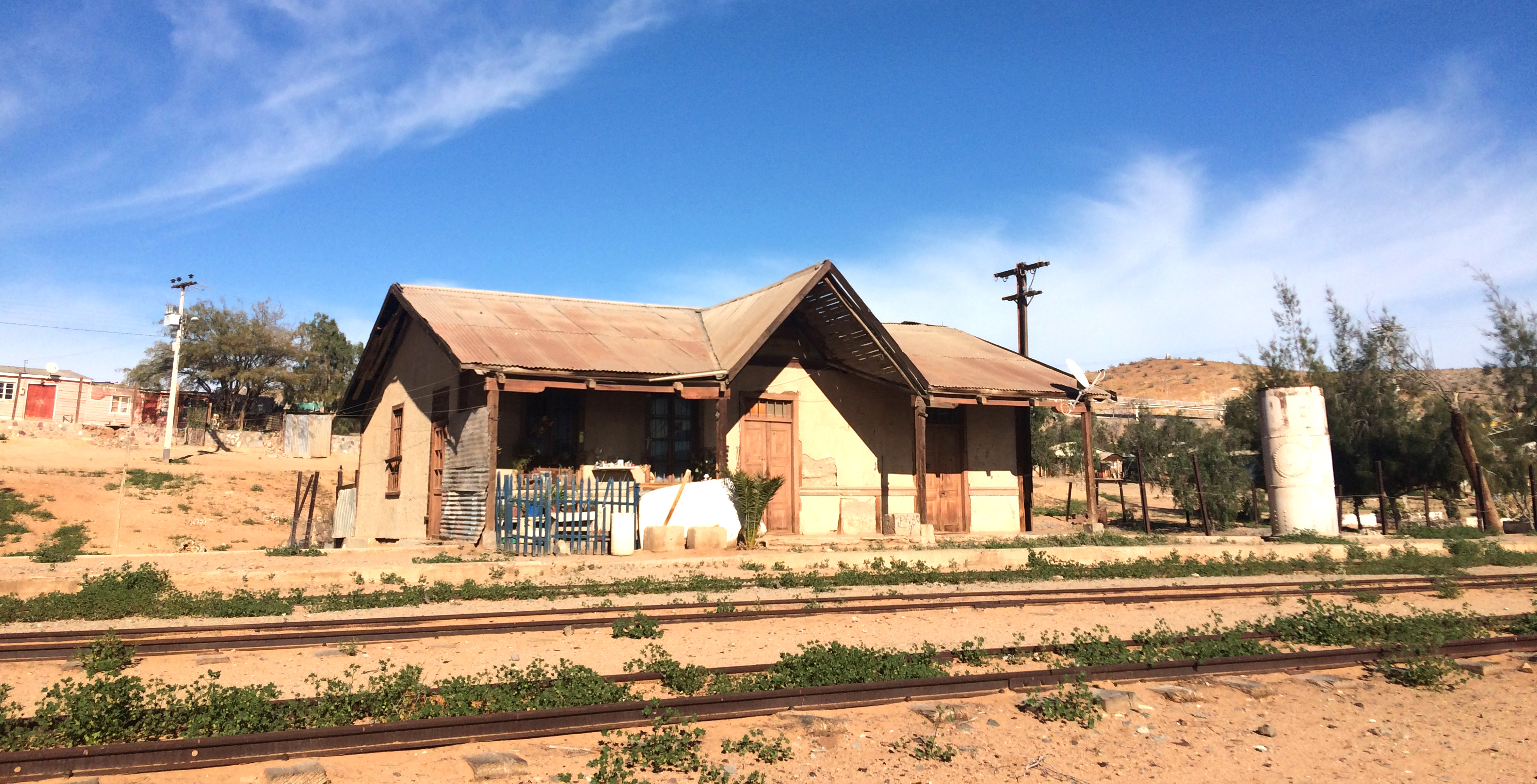
Estación Cachiyuyo, parte de la línea Longitudinal Norte.

Tras la fundación oficial de la empresa en 1884, esta continuó la extensión longitudinal de la red ferroviaria estatal, llegando a Temuco en 1891. Posteriormente comenzó de forma aislada la construcción del ferrocarril entre Valdivia y Osorno, terminado en 1899, y concretando la conexión con Temuco en 1906. El proceso culmina en 1913, al conectarse por vía férrea Iquique y Puerto Montt, a la vez que se construían ramales en sentido transversal.
A lo largo de su existencia, se integraron en la empresa varios ferrocarriles privados del país, y otros construidos fuera del ámbito de la empresa:
- Ferrocarril de Elqui (La Serena a Rivadavia, 1895)
- Ferrocarril de Coquimbo (Coquimbo a Ovalle, 1910)
- Ferrocarril Caldera-Copiapó (1910)
- Ferrocarril Longitudinal Norte (Pueblo Hundido a Pintados, 1917, entregado en concesión al Ferrocarril de Antofagasta a Bolivia)
- Chilean Eastern Central Railway (Los Sauces a Lebu, 1928)
- Ferrocarril de Arica a La Paz
- Ferrocarril de Iquique a Pintados (1943)
- Ferrocarril Transandino por Antuco (Monte Águila a Polcura, 1943)
- Ferrocarril Transandino por San Martín (Los Lagos a Riñihue, 1943)
- Ferrocarril Transandino por Juncal (Los Andes a la frontera, 1944)
- Nitrate Railways (Iquique a Pintados, 1951)
- Ferrocarril de Arauco (Concepción a Curanilahue, 1957)

La construcción de la línea Longitudinal Norte finalizó el 23 de noviembre de 1913 mediante la colocación del último clavo en la estación Yerbas Buenas (actualmente Incahuasi) y el establecimiento oficial de los servicios el 10 de enero de 1914.

### SigloXX

#### División de la operación y creación de Longitudinal Norte, Red Central Norte y Red Central Sur (1915)
| Pasajeros transportados por EFE por año (en millones) |
| |
| Se consideran solo los pasajeros movilizados en la red ferroviaria centro sur. Referencias: 1884, 1901-1920, 1930, 1946-1988, 2003, 2010, 2018, 2019, 2022, 2023, 2024 |

Con la finalización de la construcción del ferrocarril Longitudinal Norte, el 24 de febrero de 1915 la Empresa de los Ferrocarriles del Estado dividió su operación en 3 zonas, 2 de las cuales pertenecían y eran operadas completamente por la empresa estatal:
- Longitudinal Norte, que comprendía una vía troncal desde Pueblo Hundido hasta Pintados, construida por orden del Estado pero operada por The Chilean Northern Railway Co. Ltd.
- Red Central Norte, que comprendía las vías entre La Calera y Pueblo Hundido.
- Red Central Sur, que comprendía las vías desde La Calera hacia el sur.[23][24]

Tanto el Longitudinal Norte como la Red Central Norte poseían sus vías en trocha métrica, lo que permitía un viaje continuo entre La Calera y Pintados.
El 1 de febrero de 1911 fue promulgada la Ley 2498, que establecía una Caja de Ahorros para los trabajadores de la empresa, convirtiéndose en la primera institución previsional de su tipo en el país, y que en 1918 fue reorganizada bajo la denominación de «Caja de Retiros y Previsión Social de los Ferrocarriles del Estado», existente hasta 1980 y que se encargó de las prestaciones de seguridad social de los funcionarios y obreros ferroviarios estatales.

#### Crisis energética y aparición de vehículos de combustión interna (1920-1952)

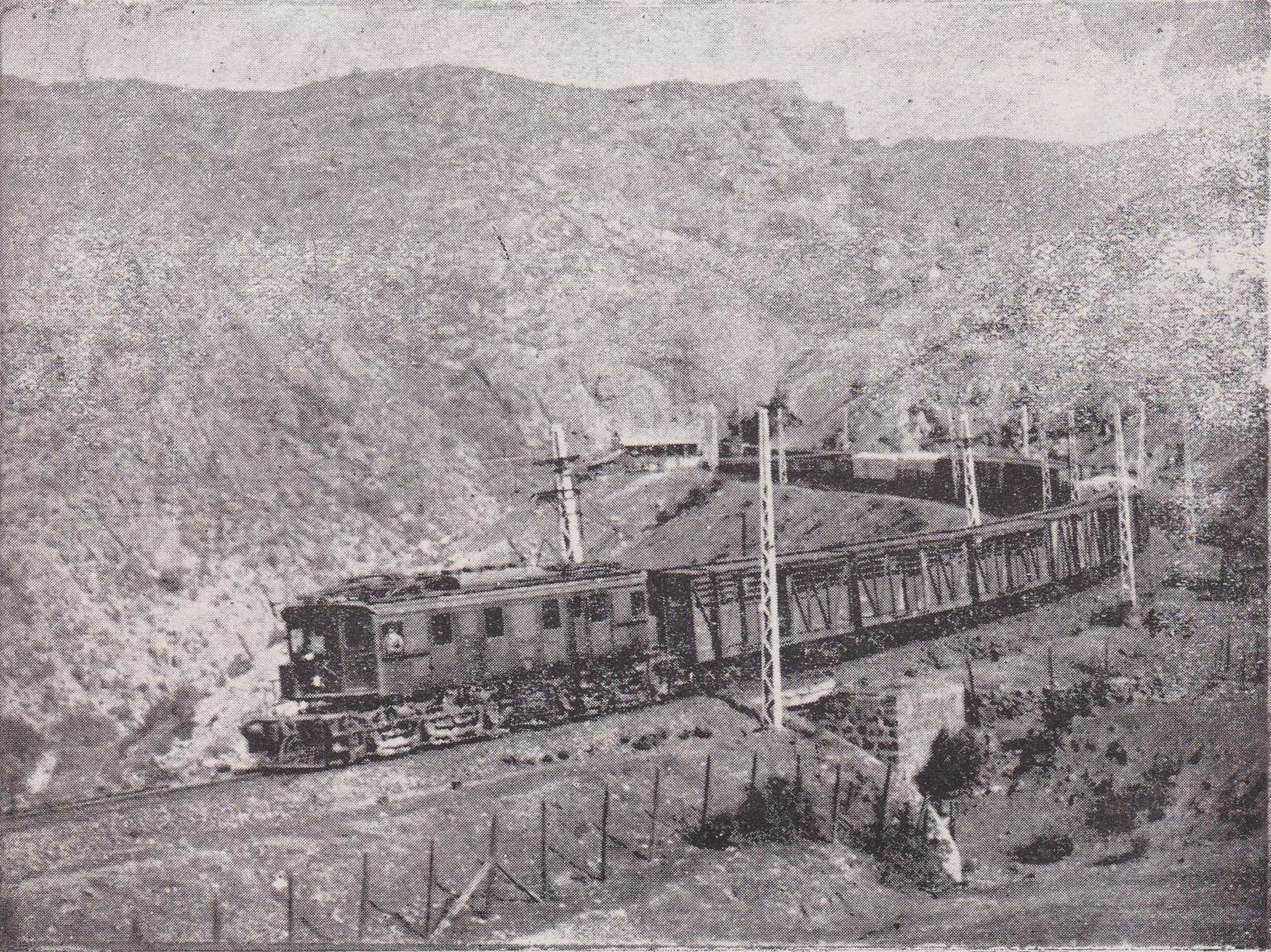
Cuesta Tabón posterior al proceso de electrificación de la vía en 1924.

Desde inicios de siglo, la empresa comenzó a buscar nuevos combustibles para sus locomotoras, como derivados de petróleo, ya que el carbón era energéticamente ineficiente. En 1920, después de protestas llamadas «huelga larga» relacionadas con la extracción de carbón en Chile, EFE se vio sumida en una crisis energética debido a su imposibilidad de obtener carbón para sus locomotoras; esta situación se extendió por toda la década de 1920. En 1924 se inaugura el primer tramo electrificado, 380 km que eran parte del Ferrocarril Santiago-Valparaíso.
En 1920 la empresa creó la denominada Universidad Ferroviaria, institución que posteriormente sería conocida como Instituto Técnico Ferroviario Carlos Arias Martínez y que buscaba profesionalizar a los trabajadores de ferrocarriles; funcionó hasta 1975 entregando títulos de Técnico con mención en Administración, en Vías de Obra, en Mantenimiento de Maquinarias e Instalaciones Eléctricas, Mantenimiento de Equipo Rodante y de Tracción, y Explotación.
En 1923 el Consejo de Administración de EFE autorizó a la Dirección General para que inicie la preparación para la electrificación de la vía del ramal a Los Andes; es además autorizada la construcción de los edificios destinados a ser subestaciones en Quilicura, Rungue, Llay-Llay Viña del Mar y San Pedro; Rungue y Llay-Llay están operativas para este año. El 16 de abril del mismo año se inauguró el sector electrificado entre Mapocho y Tiltil.
En febrero de 1930 Matilde Fort fue nombrada jefa de estación en Chorrillos, convirtiéndose en la primera mujer en asumir dicho cargo en Chile; estudió telegrafía en la escuela que poseía la Empresa de los Ferrocarriles del Estado en Barón e inició su carrera en 1915 como telegrafista en la estación Limache y posteriormente en La Cruz.

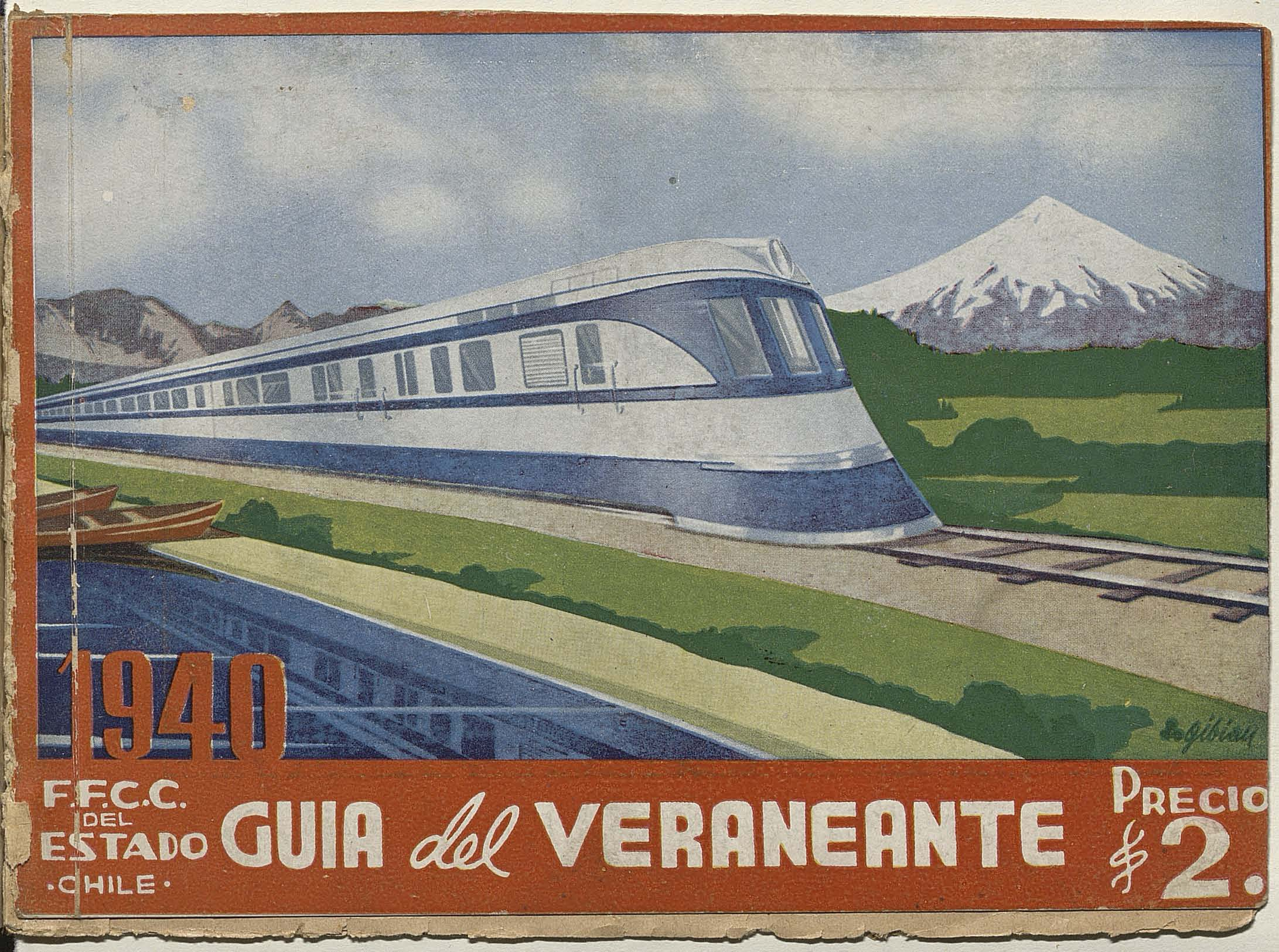
Portada de la Guía del Veraneante de 1940. En la ilustración aparece un tren Flecha del Sur.

A partir de la década de 1930 la empresa promovió el desarrollo del turismo en Chile mediante su Sección de Propaganda, publicando numerosas guías como por ejemplo Guía del Veraneante —editada desde 1963 hasta 1989 bajo el nombre de Guía Turística de Chile—, A través de Chile, Guía de la Pesca, Guía del Ski y Termas de Chile, y dentro de las publicaciones más importantes estuvo la revista En Viaje (1933-1973).

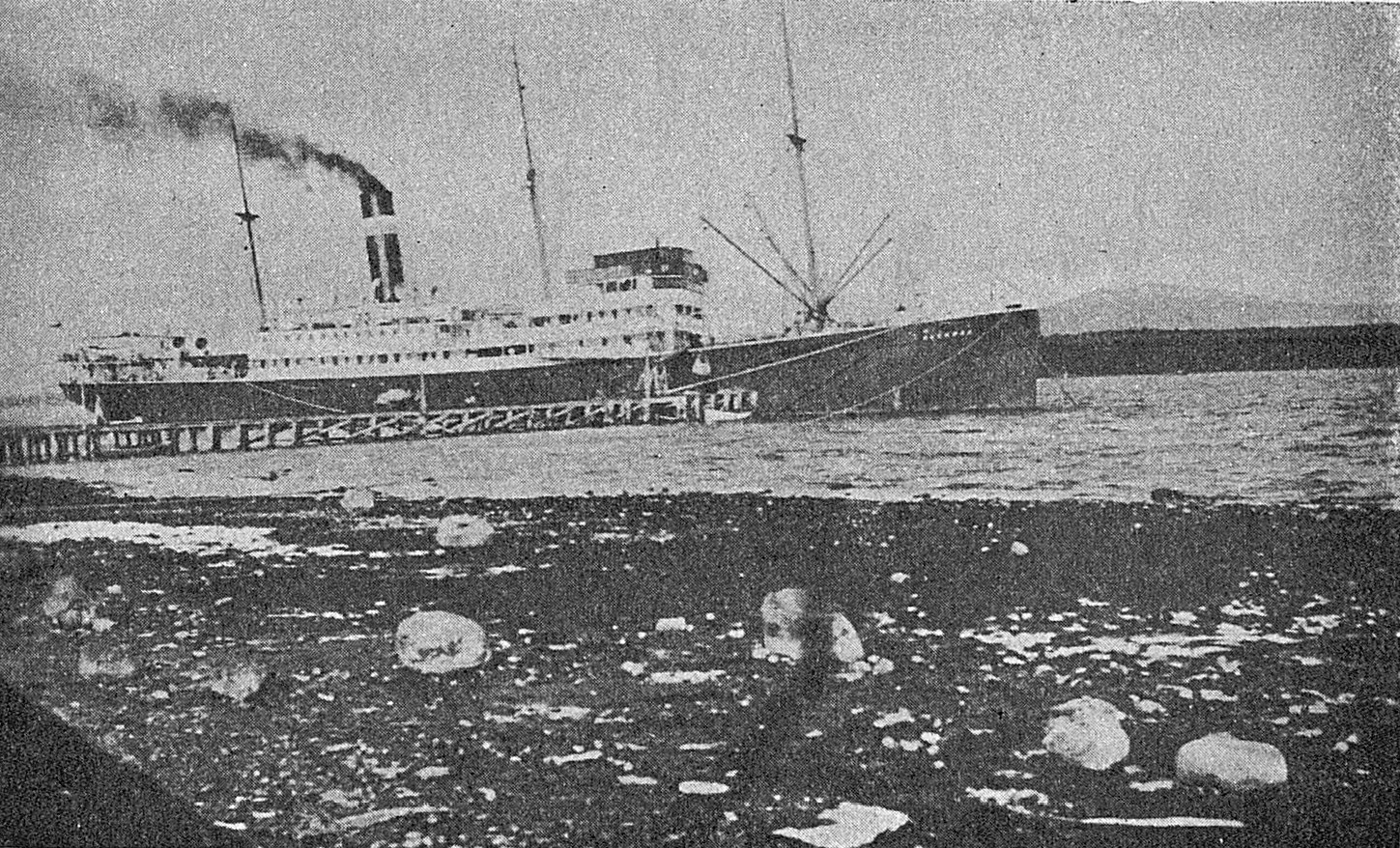
Vapor «Alondra», parte de la flota de Ferronave en 1940.

En 1938 fue creado el Departamento Marítimo (Ferronave), encargado del transporte marítimo entre Puerto Montt y Punta Arenas. En 1953 dicho servicio se independiza y surge la Empresa Marítima del Estado. También en 1938, bajo el mandato del presidente Pedro Aguirre Cerda, comienza el proceso de unificación y estandarización de la infraestructura de los ferrocarriles del Longitudinal Norte y Longitudinal Sur, lo que termina el contrato con la The Chilean Northern Company.
La empresa también tuvo a cargo la operación de un servicio de buses entre Coquimbo y La Serena, como reemplazo de un servicio local de trenes que fue descontinuado al ser retiradas las vías que circulaban por la calle Aldunate de Coquimbo. Los 12 buses GM Old Look modelo TDM-3612, operados por la Empresa de los Ferrocarriles del Estado, circularon en dicho recorrido entre 15 de septiembre de 1952 y el 30 de junio de 1968.
La empresa sufre una disminución en sus números de pasajeros y de transporte de carga debido principalmente a la aparición de los vehículos de combustión interna (como los buses o automóviles); éstos comenzaron a competir con el monopolio de transporte de carga y pasajeros. Sin embargo también se deben considerar grandes fallos políticos, económicos y sociales heredados desde deficientes gestiones administrativas estatales, como fue por ejemplo en 1952 la adquisición de locomotoras a vapor o diésel, en vez de proceder a la electrificación de las vías, proceso que estaba siendo aplicado en el mundo y que el Banco Mundial recomendó a Chile por ser a largo plazo un sistema más rentable. También existió el problema de que el estado adquiere desde la década de 1930 los ramales ferroviarios mineros del norte del país, ya que estos seguían prestando servicios a pasajeros de la región, aun cuando estos ramales conllevan grandes pérdidas monetarias. Finalmente, se señala que el gasto en personal activo de la empresa llegó a ser de un 62,6% en 1946. Debido a las pérdidas económicas de la empresa, el material rodante e infraestructura no pudieron ser renovadas, recayendo a la reparación de viejos equipos en vez de la compra de nuevos.

#### Terremoto de Valdivia de 1960
Los terremotos ocurridos el 21 y 22 de mayo de 1960 generaron importantes daños en la línea longitudinal sur y sus ramales: la vía troncal se vio interrumpida desde San Rosendo al sur, recuperando el servicio hasta Temuco el día 23 luego de reparar más de 370 km de vías en menos de 48 horas. El 31 de mayo el servicio fue restablecido hasta Mariquina tras la recuperación de 115 km de la vía troncal y la reconstrucción de terraplenes entre Quitratúe y Lastarria, y entre Afquintué y Loncoche; también fue necesario instalar un tramo de puente provisorio en el acceso al puente ferroviario Toltén, y se centraron las vigas que se habían desplazado en el puente Donguil, ubicado entre las estaciones Gorbea y Quitratúe. El 15 de septiembre fue restablecido el servicio hasta Puerto Montt, mientras que el servicio en el ramal Antilhue-Valdivia fue reabierto el 27 de octubre del mismo año.
El total de bienes pertenecientes a EFE de la red sur destruidos por los terremotos de 1960 se resume en la siguiente tabla:
| Tipo de bien                     | Destruidos | Destruidos | Daños    | Daños       | Total |
| Tipo de bien                     | 100%       | 60 a 90%   | 30 a 50% | 20% o menos | Total |
| -------------------------------- | ---------- | ---------- | -------- | ----------- | ----- |
| Habitaciones de personal         | 65         | 40         | 100      | 159         | 264   |
| Edificios principales estaciones | 19         | 4          | 22       | 34          | 79    |
| Casas de máquinas                | 4          | 0          | 2        | 2           | 8     |
| Bodegas                          | 12         | 7          | 12       | 34          | 65    |
| Talleres                         | 4          | 0          | 3        | 6           | 13    |
| Hogares ferroviarios             | 2          | 2          | 1        | 3           | 8     |
| Fuente: EFE.                     |            |            |          |             |       |

Los edificios principales totalmente destruidos por los sismos correspondían a las estaciones Hualqui, Carampangue, Curanilahue, Magdalena, Santa Fe, Mulchén, Antihuala, Ercilla, Inspector Fernández, Temuco, Reumén, Paillaco, Valdivia, Riñihue, Chahuilco, Casma, Los Pellines, Llanquihue y Puerto Montt. En cuanto a los puentes mayores, resultaron dañados en un 100% El Parrón, El Roble, Ñañcul, y la Huacha; los puentes Chifín, Maullín y Pilmaiquén (Puyehue) resultaron con daños en un 80%, 7 puentes resultaron con daños entre un 30 y 50%, y 32 entre 1 y 20%. En total 46 puentes ferroviarios del sur de Chile se vieron afectados por los terremotos.

#### Reestructuración interna y expansión de pasajeros (1952-1973)
Para la década de 1950, la empresa había entrado en un proceso de insolvencia, EFE logró obtener 120 millones de dólares para enfrentar los gastos operacionales. Para reducir el déficit de la empresa, comienza un proceso de reestructuración interna; sin embargo esto no es capaz de competir con el masivo ingreso de vehículos de carga en década del 1960 traídos por el Banco del Estado y la Corfo. La tendencia a la baja en el transporte ferroviario de carga y pasajeros se mantiene constante hasta 1961; posterior a esto comienza un ascenso en los números de la EFE debido a las políticas de producción nacional establecidas en los gobiernos de Eduardo Frei Montalva y Salvador Allende. En 1973 se logra el máximo de transporte de pasajeros en la red centro-sur, con 27 533 077 pasajeros.
Bajo el gobierno de Salvador Allende la Empresa de los Ferrocarriles del Estado desarrolló varias iniciativas para acercar distintos servicios y actividades hacia localidades del centro y sur de Chile que contaban principalmente con conexiones ferroviarias; algunas de ellas fueron el Tren Popular de la Cultura —que llevó artistas de distintas disciplinas desde Puerto Montt a Santiago entre el 16 de febrero y el 15 de marzo de 1971—, el Tren de la Salud —que realizó tres viajes entre enero de 1971 y marzo de 1973, practicando más de 190 000 atenciones médicas— y el Tren de la Solidaridad.
A mediados de la década de 1970, EFE inició una política de autofinanciamiento, que implicó para la empresa establecer sus propios precios en pasajes y transporte de carga (que hasta ese momento eran establecidos por el estado chileno), además de la eliminación de ingresos fiscales. Con esta lógica, los servicios de pasajeros menos rentables fueron suprimidos, disminuyó el número de trabajadores así como la racionalización de gastos internos y la venta de activos de EFE. Esto, sin embargo, no pudo resolver la crisis económica que poseía la empresa. Esto conlleva a que la empresa, sin poder recibir ingresos estatales, tuviera que someterse a préstamos bancarios, que hasta 2014 aún siguen persistiendo.
Las mayores inversiones en material rodante ocurrieron antes de la dictadura militar (1973-1990); sin embargo, este proceso de modernización originado en la década de 1950 y ejecutado entre la década de 1960 y 1970 es considerado como una modernización muy tardía y poco eficiente para las fechas en las que se estaban desarrollando. Es también importante indicar que la EFE logró mantener a flote el comercio interno del país durante el periodo del paro de octubre de 1972. En este punto de la historia, EFE tuvo bajo su administración 8218 km de vías férreas, en las cuales trabajaban 25 560 empleados.

#### Dictadura militar, reformas administrativas y crisis económica (1973-1989)
El 6 de octubre de 1973, poco menos de un mes después del golpe de Estado, once trabajadores de la Maestranza San Bernardo (Alfredo Acevedo Pereira, Roberto Ávila Márquez, Raúl Castro Caldera, Hernán Chamorro Monardes, Manuel González Vargas, Arturo Koyck Fredes, Adiel Monsalves Martínez, José Morales Álvarez, Pedro Oyarzún Zamorano, Joel Silva Oliva y Ramón Vivanco Díaz) fueron detenidos y fusilados en el Cerro Chena. En conmemoración a dicha matanza, en 2012 la Ley 20581 estableció el 6 de octubre como el Día Nacional del Trabajador Ferroviario.
La instauración de la dictadura militar lleva a que desde 1973 y sus reformas económicas de la época se aplicaran procesos de recortes administrativos dentro de la empresa, como fue la disminución de la planta de trabajadores, pasando de 25 897 empleados en 1973 a 6378 en 1989. Además, entre las décadas de 1980 y 1990 no existió aporte económico fiscal, produciendo un deterioro descontrolado de la infraestructura férrea nacional. Por otra parte, EFE no pudo competir con la industria de la carga y transporte de pasajeros en vehículos motorizados. A la ya mala situación financiera por la que estaba pasando la empresa, se debe sumar además el terremoto de 1985 que dañó gran parte de la infraestructura y vías, los constantes temporales de lluvias en la zona centro sur y atentados terroristas en la época, causantes de por ejemplo el accidente ferroviario de Queronque de 1986 que produjo el fin del servicio entre Santiago y Valparaíso.
El sistema de transporte de la red norte seguía siendo utilizado principalmente para el transporte de carga, pero también para pasajeros. El 20 de diciembre de 1988, EFE traspasa el resto de su red a Corfo quien renombra al sistema ferroviario como "Ferronor" (Ferrocarril del Norte), quien después en 1997 le vende el sistema a un consorcio de APCO (Andrés Pirazzoli y Cía Ltda) y Rail America por medio de una licitación donde adquiere el 100% de la empresa, transformándose la red norte del país en un sistema privado.
Esta crisis económica dentro de la EFE llevó a seguir endeudándose comercialmente, cerró y levantó 22 ramales nacionales, vendió antiguas máquinas como chatarra, vendió inmuebles, el nulo mantenimiento de las vías y maquinaria llevó a que los accidentes ferroviarios fueran más comunes y los servicios menos frecuentes. En este punto, para 1988 solo se desplazaron 2 600 000 pasajeros.

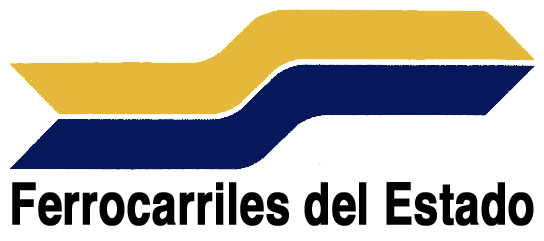
Logotipo de EFE entre 1989 y 1994.

Antes del plebiscito de 1988, la dictadura militar había presentado una propuesta de proyecto de ley en el cual la empresa se convertiría en una sociedad anónima siendo el accionista mayoritario Corfo, implicando que posteriormente existían intenciones de su venta a privados.

#### Retorno a la democracia
En 1993, bajo el gobierno de Patricio Aylwin, con la promulgación de una nueva Ley Orgánica le permitió modernizar su gestión y se crearon filiales para la ejecución de diversas tareas, separando el servicio de carga por medio de la filial Ferrocarril del Pacífico S.A. (Fepasa), privatizándose en 1996. Desde esa fecha, además, se han efectuado mejoras en las vías de Santiago a Puerto Montt. En 1990 se creó el servicio de pasajeros Metrotrén, en alianza con Metro de Santiago.

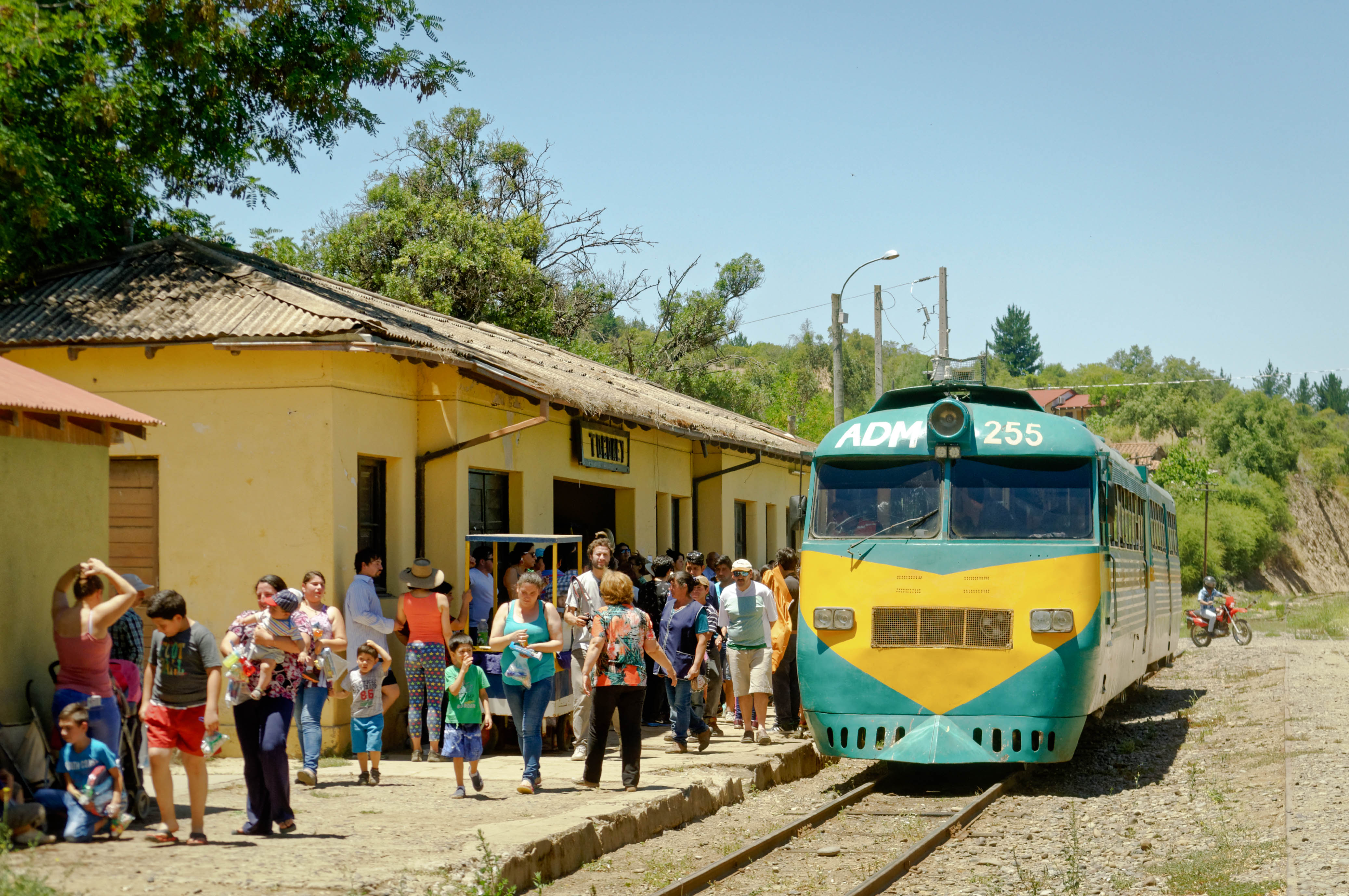
Estación Toconey, parte del Ramal Talca-Constitución (2016).

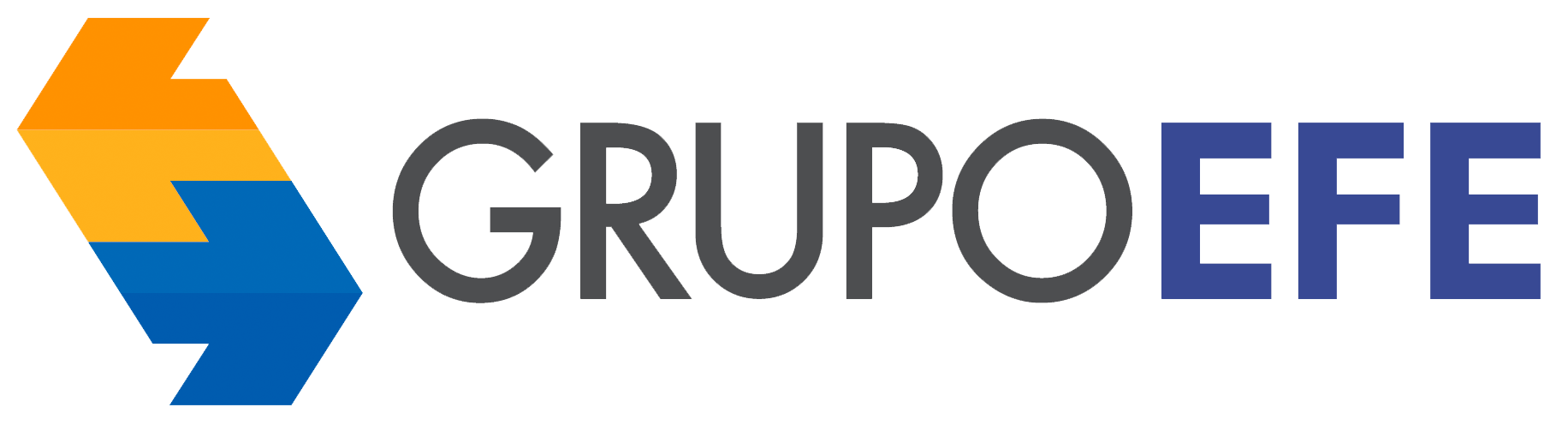
Logotipo de EFE (2014-2021).

### SigloXXI

#### Servicios regionales (1990-2009)
Paralelamente, hay otros servicios locales que perduraron durante los años 1990, pasando incluso al siglo XXI. Estos servicios que ahora categorizan como Servicios Regionales son el Regional Talca-Constitución y Corto Laja. El primer servicio sigue el trazado de un ramal de trocha angosta o métrica desde Talca hasta Constitución. Hasta los años 1990, aún corría el transporte de carga, realizado por Fepasa hasta la Planta de Celulosa de Constitución. A finales de la misma década sólo persistió el servicio de pasajeros. Hoy ese servicio persiste gracias a un subsidio renovado cada año en la Ley de Presupuesto. El segundo caso corresponde a un servicio tradicional efectuado en la totalidad del ramal San Rosendo-Talcahuano, y que se prolonga hasta la localidad de Renaico en el límite regional del Biobío y La Araucanía, que conecta localidades interiores de la Zona del Bajo y del Valle Central con las localidades de la Cuenca septentrional del Biobío y las localidades costeras de la región.
En 2001, EFE hizo una alianza de servicios de combinación con las Empresas de Transporte Alsa Chile (Viña del Mar/Valparaíso - Alameda; Chillán - Concepción; Temuco - Villarrica/Pucón; Temuco - Valdivia) y Jota·be (Chillán- Los Ángeles). Posteriormente Tur Bus asumió los servicios de Alsa Chile.
El tramo Santiago - Chillán, de 397 kilómetros, cuenta con diez equipos UTS-444 reacondicionados para el servicio TerraSur Chillán, los cuales fueron adquiridos a la empresa ferroviaria española RENFE. El primero de ellos fue inaugurado el 2 de diciembre de 2001, en una ceremonia revestida de gran emotividad, por la trascendencia que significó para EFE el inicio de un servicio para mediana distancia, con nuevos estándares de calidad y a la vez, constituyendo esto el punto de partida de la recuperación del servicio ferroviario hacia el sur.
En el mes de junio de 2003, EFE adquirió por una inversión de 20 millones de dólares nuevo material rodante para el tramo Santiago-Temuco, corredor de 696 kilómetros. Este consiste en cuatro locomotoras eléctricas E-269 (Bo-Bo), ocho coches clase salón preferente con capacidad para 46 pasajeros, doce coches clase salón turista con capacidad para 72 pasajeros, tres coches cafetería-comedor con capacidad para 40 pasajeros y cuatro carros de transporte de automóviles con capacidad para 5 automóviles.

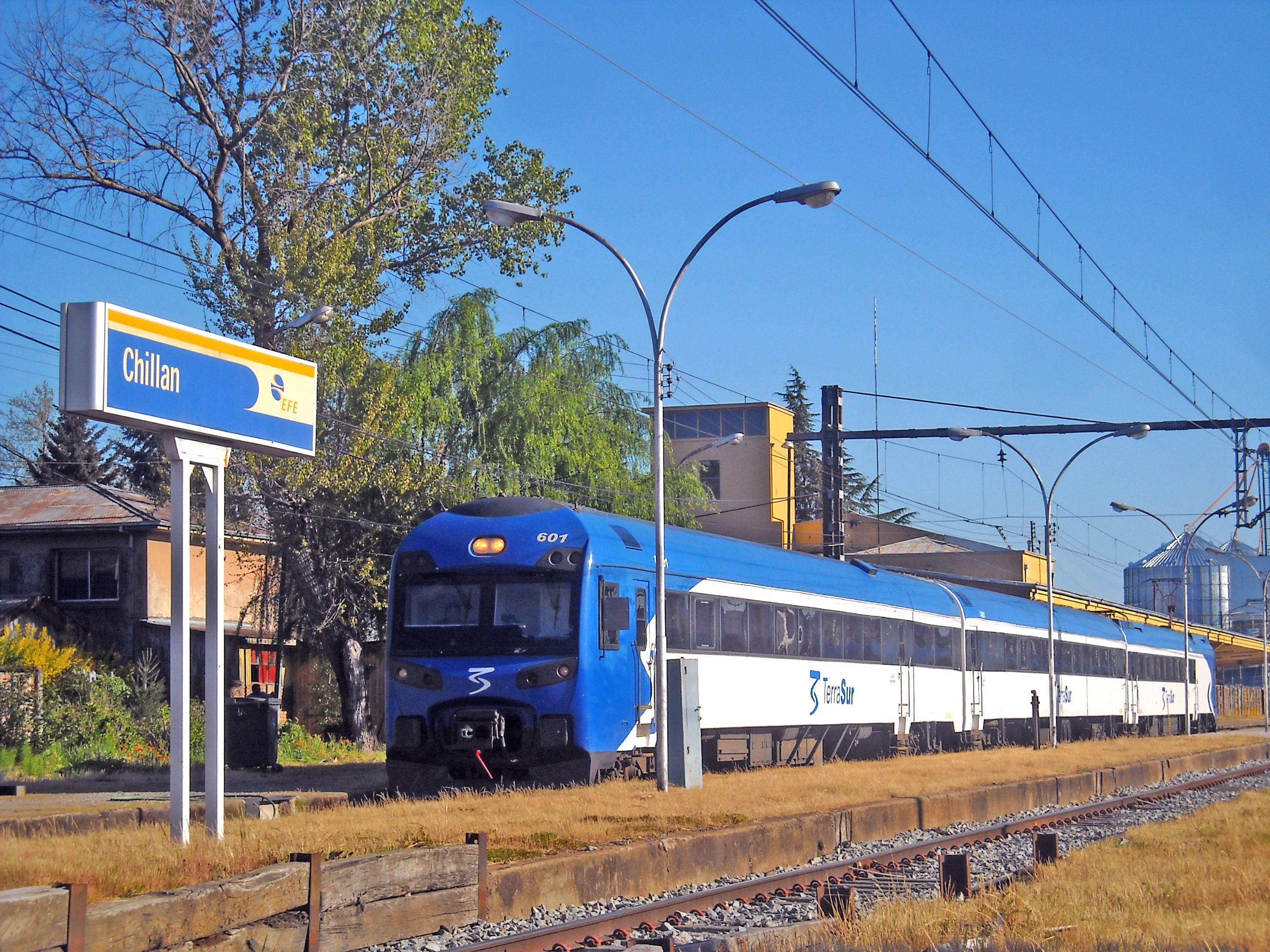
UTS 444 (ex UT 444) Servicio TerraSur detenido en la estación Chillán.

Los convoyes, que comenzaron a llegar en junio de 2003, iniciaron su operación a principios de diciembre de ese año, y tienen capacidad para alcanzar una velocidad máxima de 160 kilómetros por hora, recorriendo los 690 kilómetros del trayecto Santiago-Temuco en 9 horas y contando con todas las comodidades y equipamiento de seguridad que ofrecen los trenes de última generación. El servicio se llamó TerraSur Temuco, que actualmente está suspendido.
En 2004 se lanzó el plan Biovías que significó modernizar el transporte público en el Gran Concepción. La tarea fue encomendada a Ferrocarriles Suburbanos de Concepción S.A.. Gracias a esto se reformuló el sistema Biotrén. Su inauguración fue el 24 de noviembre de 2005.

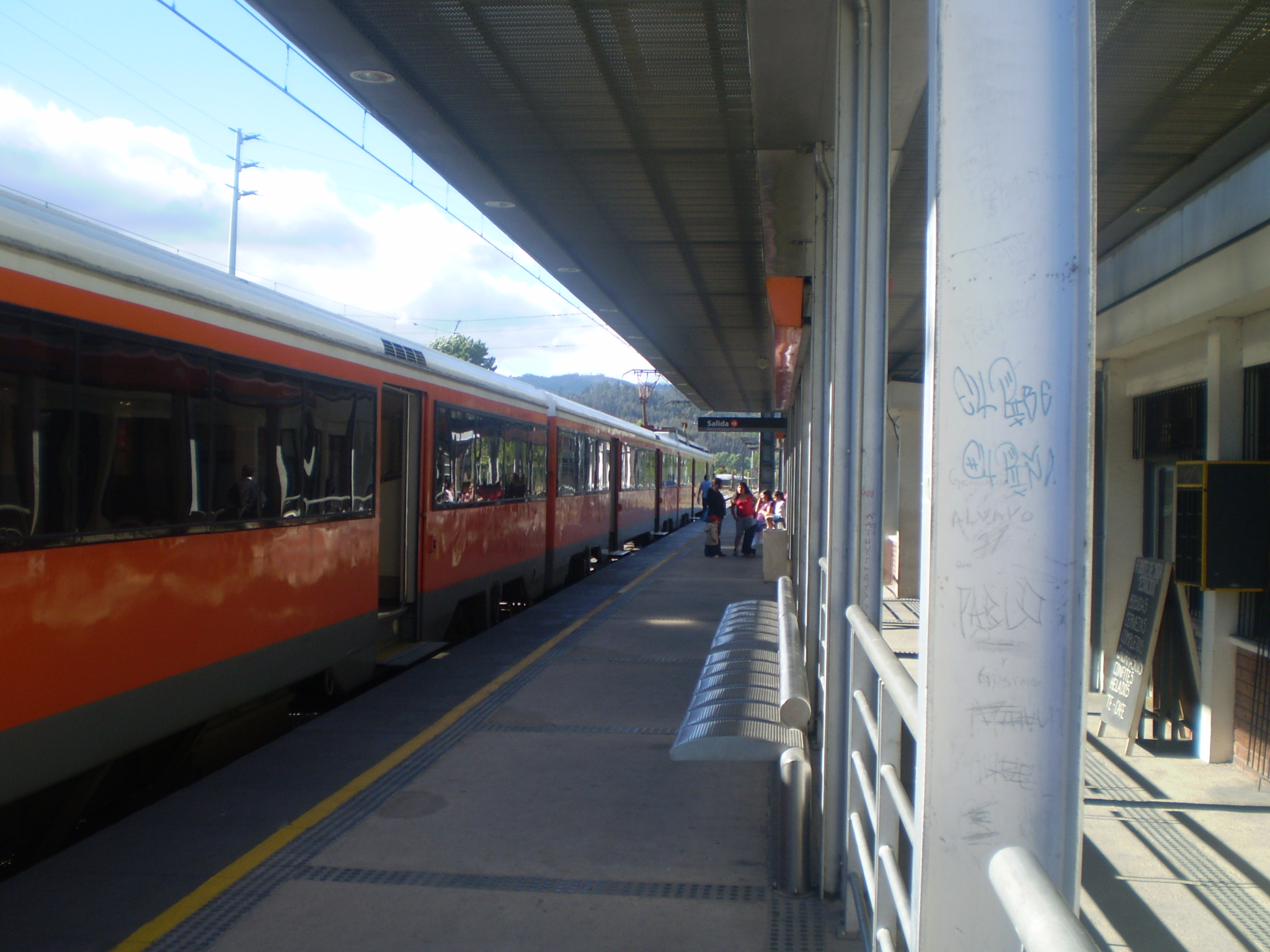
Tren UT440 MC Servicio Biotren en la Estación Hualqui.

El 6 de diciembre de 2005 se concretó uno de los proyectos más emblemáticos de la empresa, la recuperación y el retorno definitivo del servicio ferroviario de pasajeros hasta Puerto Montt, el Regional Victoria-Puerto Montt, a 1066 kilómetros al sur de Santiago. El servicio se suspende en abril de 2007 debido a una ineficiente gestión de EFE y las fallas de los cuatro automotores diésel TLD-593, de dos cuerpos y totalmente reacondicionados. Estos fueron comprados a RENFE y reformados en España.

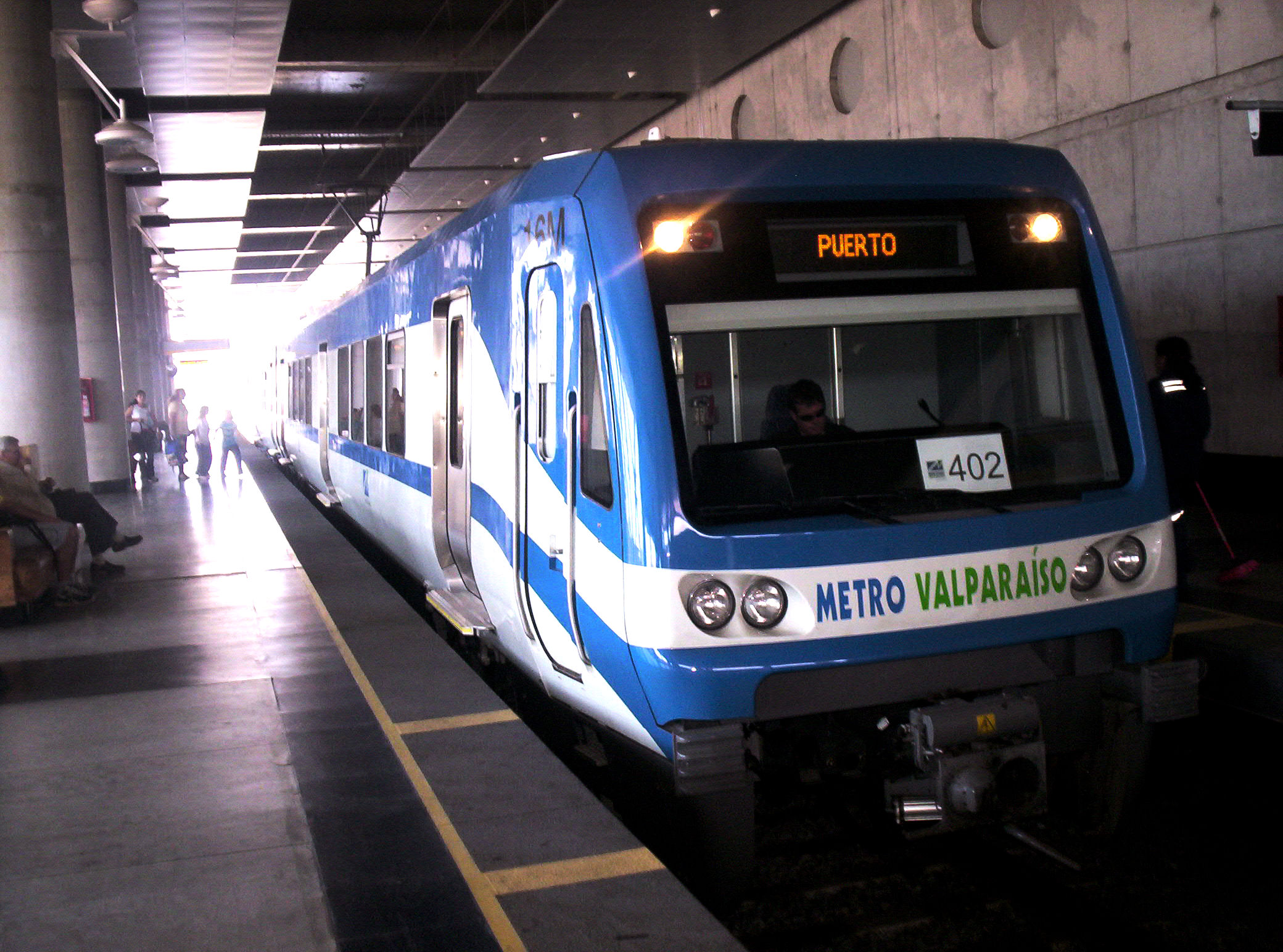
Xtrapolis Merval en la estación Puerto.

El 12 de abril de 2006, se presenta al nuevo titular de la Gerencia Zonal del Biobío, Jorge Inostroza Sánchez, que administra los servicios Biotrén, Automotor a Talcahuano y Regional Talcahuano-Renaico, con el objetivo de potenciarlas y descentralizar la gestión. El 20 de abril del mismo año, se presenta el nuevo Directorio en el que asume Guillermo Díaz Silva, como presidente de la empresa. En este período se revisan los servicios, y la administración con el objetivo de mejorar la gestión. Ocurre también el período de negociación colectiva de los distintos sindicatos.
En julio de 2006, luego de intensos temporales en el sur, cerca de 80 metros de terraplén son erosionados a causa del agua en el sector al norte de estación Coihue, lo que produce la interrupción del tráfico ferroviario. Se inunda el sector de estación Hualqui, en donde había dos unidades UT 440 Concepción y un AEL. También hay derrumbes cercanos al sector de talleres ferroviarios Omer Huet, entre estación el Arenal y estación Mercado y en otros puntos, con lo que se interrumpe transitoriamente el tráfico en esos sectores. Se suprimen desde el 15 de octubre el servicio Automotor a Talcahuano y desde el 16 de octubre el servicio EFE Temuco y las combinaciones desde la estación Temuco.

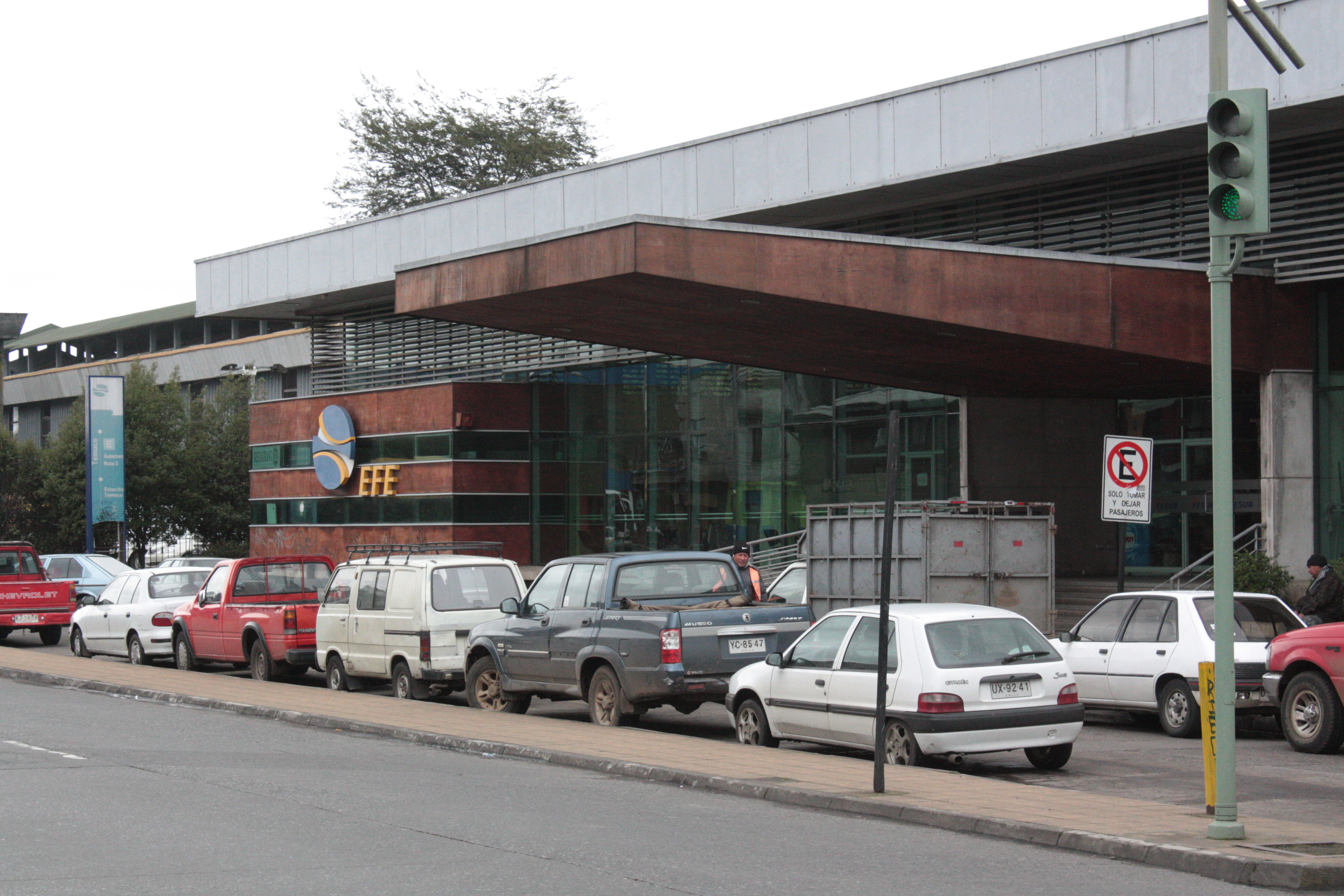
Entrada de la Estación Temuco, 2011

Luego de algunas semanas se restablece el tráfico en los puntos menos afectados, exceptuando al norte de estación Coihue, en que los trabajos duraron hasta mediados de septiembre de 2006. Los automotores afectados son llevados a Temoinsa, en Maestranza San Eugenio, para su reparación. El 21 de agosto de 2006, terminan las combinaciones a Estación central de Concepción con TurBus y a Los Ángeles con Jota be.
El 20 de octubre de 2006 se restablece la combinación Chillán Concepción con Línea Azul, y desde el 1 de enero de 2007, el Automotor a Talcahuano. A mediados de marzo de 2007, el Regional Talcahuano-Renaico, sólo llega hasta Laja, quedando de forma facultativa la extensión al sector Laja - Renaico. Por la implementación del Proyecto SEC y la ejecución de labores Proyecto Zona Centro, se suspende el Servicio Automotor a Talcahuano, desde el 1 de abril hasta agosto de 2007. A su vez, se suprimieron algunas frecuencias de Metrotrén y se aumentó el itinerario del servicio a Chillán a 4 h 30 min.
En 2007 se descubre que entre 2003 y 2004 la empresa poseía irregularidades en su plan trienal 2003-2005, detectados por la Contraloría de Chile, los que implican la modernización de la red Santiago-Temuco y su extensión hasta Puerto Montt. Se comprobó que se perdieron 38 millones de pesos en fraude al fisco, además de contratos con empresas que no realizaron trabajos y la adquisición de locomotoras usadas de baja calidad a España por 8 millones de dólares. Esto llevó a que se crease una comisión investigadora en la Cámara de Diputados que reveló que el presidente de EFE, Luis Ajenjo, recibió dineros. Según el Consejo de Defensa del Estado el fraude fiscal fue cercano a los 12 millones de dólares. Es hallado culpable y se da como condena 3 años de presidio, sin embargo en 2015 la Corte Suprema absuelve lo cargos de Ajenjo.
A partir del 6 de octubre de 2008 parten los itinerarios del nuevo servicio "Terra Express" (viajes sin detenciones entre Santiago-Talca-Chillán, con combinación tren-bus desde y hacia Concepción); además, se realizan estudios de prefactibilidad para una posible implementación del primer servicio de trenes suburbanos en la región Metropolitana desde Talagante hasta Quilicura con 33 Kilómetros de extensión y un nuevo túnel bajo la Avenida Matucana, lo cual significaría que si se llevara a cabo el proyecto se habilitaría la estación intermodal de Quinta Normal.
A partir del 5 de enero de 2009, el servicio a Chillán se suprime, siendo sustituido por el servicio a Talca con combinación tren-bus a Chillán, en algunas frecuencias. A partir del 1 de febrero de 2009 el servicio a Chillán en tren se reanuda evitando la combinación tren-bus y volviendo a su frecuencia normal de 14 salidas diarias, 7 por sentido entre Santiago y Chillán un hecho significativo es que durante el 3 de agosto de 2009 y hasta el 7 de septiembre de 2009 se realizó una rebaja histórica en sus pasajes en todos los tramos y dejando el pasaje entre Santiago y Chillán en 5 mil pesos cuando antiguamente costaba sobre los 8 mil pesos en clase salón.
A contar del verano de 2015, TerraSur Temuco se activó con salidas en el verano cada 15 días y en los festivos de mayor afluencia, Con detenciones en Rancagua, Talca, Chillán, Laja, Coihue, Renaico, Victoria, Lautaro y Temuco.

#### Nueva imagen corporativa, reestructuración de servicios y expansión (2021-presente)

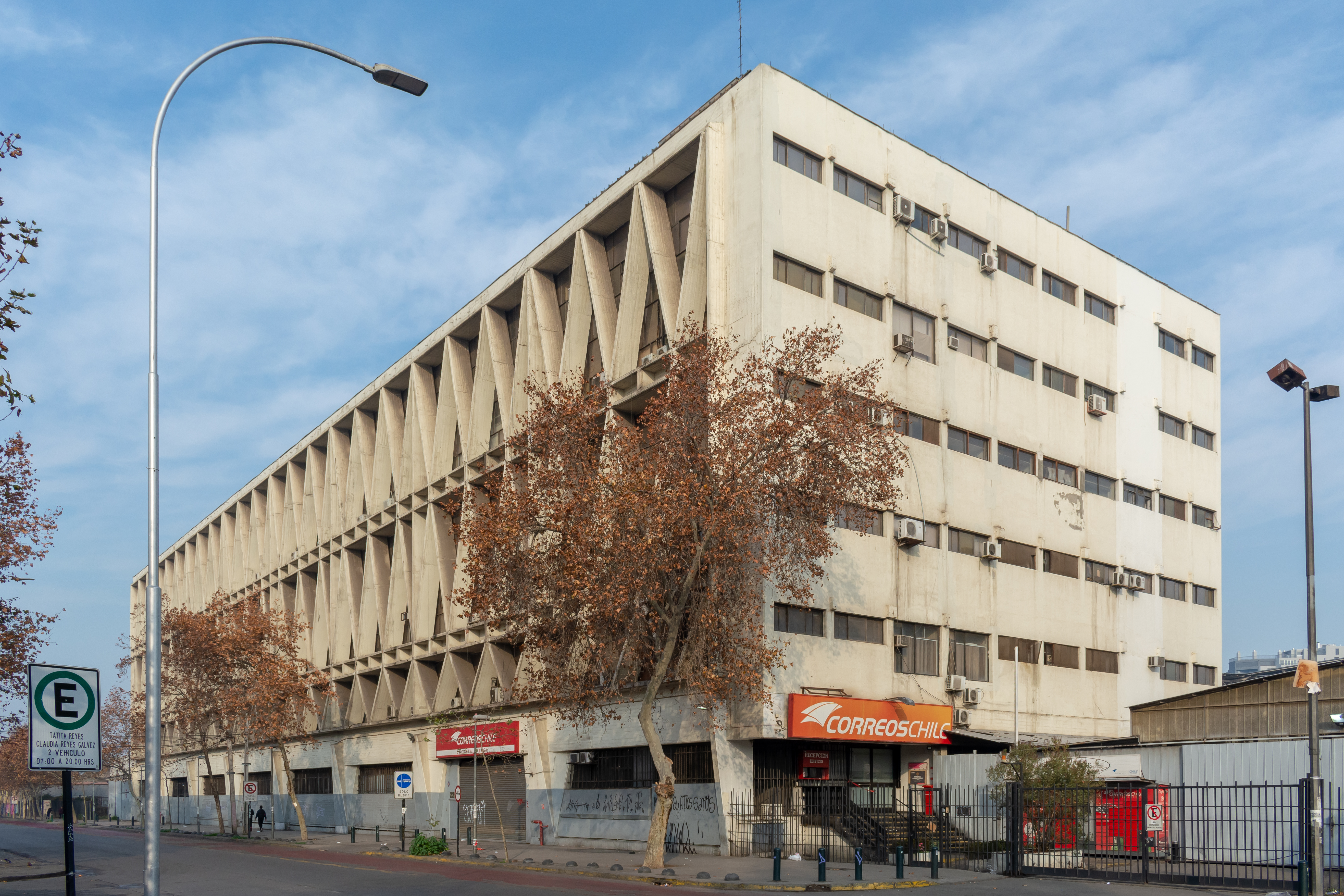
Antigua central clasificadora de Correos de Chile, adquirida por EFE en 2021 para su nueva sede corporativa.

El 24 de mayo de 2021 EFE presentó una nueva imagen corporativa y la reestructuración de sus servicios, adoptando nombres genéricos que incluyen tanto el origen como destino de estos. También abandona la denominación de «Grupo EFE» y adopta una nueva marca denominada «EFE Trenes de Chile» que engloba a todas sus filiales, las cuales también adoptan la sigla EFE (EFE Central, EFE Valparaíso, EFE Sur y EFE Arica).
En octubre de 2021 Correos de Chile anunció que su antigua central clasificadora en calle Exposición sería vendida de manera directa a EFE. En diciembre de 2022 la empresa anunció un concurso de arquitectura para la rehabilitación del edificio a fin de convertirse en la nueva sede corporativa de la empresa ferroviaria estatal, y en mayo de 2023 se anunció que el primer lugar fue obtenido por el proyecto desarrollado por las oficinas de arquitectura Umwelt, Landmrx y Productora.
Luego de que desde 2005 los servicios de carga en el ferrocarril Arica-La Paz fueron suspendidos por daños y desgaste en su infraestructura, en mayo de 2021 comenzaron las pruebas de carga para determinar la efectividad de la reimplementación del servicio de carga que conecte al puerto de Arica con Bolivia. El 7 de mayo reiniciaron los servicios de carga, entregando 400 toneladas de productos en Visviri y Viacha. Sin embargo, debido a presiones del sector transportista de Bolivia, el Ministerio de Obras Públicas, Servicios y Vivienda de Bolivia solicitó que la marcha blanca fuese puesta en pausa.
En diciembre de 2022 fue lanzado el Tren Chillán-San Carlos, servicio piloto de cercanías en la región de Ñuble que tiene dos estaciones de extensión. En 2023 se inició la implementación de la tarjeta Conecta, que reemplazará las diferentes tarjetas inteligentes utilizadas en los servicios urbanos y suburbanos de EFE en un solo medio de pago interoperable.
En el extremo sur del país, desde 2018 se desarrolló la planificación del proyecto del Tren Alerce-Puerto Montt, aunque inicialmente no existía la seguridad de que existiera un financiamiento para este proyecto. En junio de 2023, el presidente Gabriel Boric mencionó en su cuenta pública la puesta en marcha del servicio Llanquihue-Puerto Montt, mientras que el ministro de Transportes señaló posteriormente que este iniciará sus operaciones en 2024. La inauguración tuvo lugar el 22 de abril de 2025 con una frecuencia inicial de 6 trenes por día.

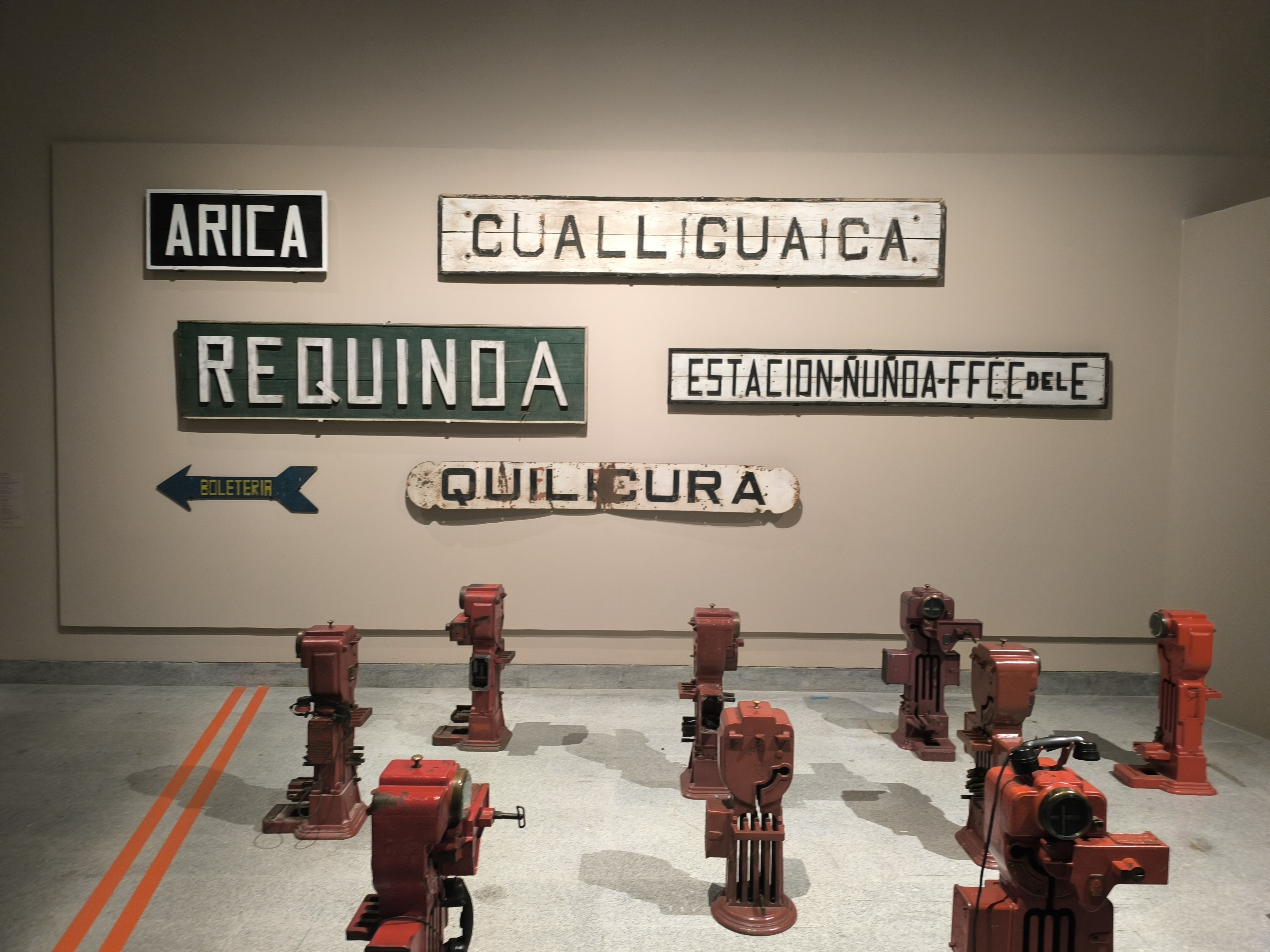
Objetos en exhibición en la exposición Por la línea corre el tren (2024).

El 23 de noviembre de 2023 se inauguró en el interior de la casona del Museo Ferroviario de Santiago el Salón de Novedades Ferroviarias, que exhibe contenidos desarrollados por EFE relacionados con el patrimonio ferroviario y los nuevos proyectos que se llevan a cabo; dicha actividad marcó el inicio de «EFE Cultura», área destinada a la divulgación y preservación de la historia y patrimonio de la empresa. Para celebrar sus 140 años, EFE organizó en agosto de 2024 la exposición Por la línea corre el tren, a cargo de los curadores Amarí Peliowski y José de Nordenflycht. La muestra, abierta al público entre el 14 de agosto y el 17 de noviembre, fue montada en el Centro Cultural Palacio de La Moneda y reunió cientos de objetos, videos, piezas de arte y testimonios sobre la historia ferroviaria de Chile. El 24 de junio de 2025 fue lanzado un libro homónimo que recoge ensayos y fotografías de los objetos en exhibición en la muestra.

### Proyectos actuales y futuros

#### Tren Alameda-Melipilla
En función al Plan Maestro de Transporte Santiago 2025, la empresa en diciembre de 2015 envió al servicio de evaluación ambiental el proyecto del Tren Alameda Melipilla que beneficiaría a las comunas de Estación Central, Pedro Aguirre Cerda, Cerrillos, Maipú, Padre Hurtado, Peñaflor, Talagante, El Monte y Melipilla, y el cual se encuentra en proceso de calificación ambiental. Lo mismo ocurre con el proyecto Tren Santiago-Batuco, enviado en diciembre de 2017 al mismo servicio y que busca conectar a las comunas de Santiago, Quinta Normal, Renca, Quilicura y Lampa.

#### «Chile sobre Rieles»
El 3 de septiembre de 2019, el presidente Sebastián Piñera anunció el plan gubernamental «Chile sobre Rieles», que consideró una inversión que supera los 5 mil millones de dólares a 2027; la inversión consideró 25 iniciativas de infraestructura, 14 servicios, una cobertura superior a los mil kilómetros y la renovación de la flota de trenes. El plan cuenta con proyectos como la extensión de la línea 2 del Biotrén desde la estación Coronel hasta Lota, la extensión del Metro de Valparaíso desde estación Limache hasta La Calera, el estudio de la construcción de un ferrocarril que conecte al Aeropuerto Arturo Merino Benítez con el centro de Santiago, la construcción de un ferrocarril que una Santiago con San Antonio y Valparaíso, la extensión del Tren Santiago-Batuco hasta Til-TIl, la creación de un nuevo servicio de Biotrén desde estación Concepción hasta Lirquén, la creación del Metrotren Araucanía que extendería el regional Victoria-Temuco para que pase por Padre Las Casas, Freire y Gorbea, la construcción de un nuevo puente ferroviario sobre el río Biobío, y la renovación completa de máquinas. Junto a esta extensión, el 23 de enero de 2019 se anunció la posibilidad de extender el servicio de pasajeros de Regional Victoria-Temuco hasta Chillán; junto a esto, se planteó que el servicio Metrotren Araucanía se extienda hasta Angol y Loncoche.

#### «Trenes para Chile»
En el contexto del plan gubernamental «Trenes para Chile», sucesor de «Chile sobre Rieles», el Ministerio de Obras Públicas, el Gobierno Regional del Biobío y EFE abrieron en 2022 la discusión de extender el Tren Talcahuano-Laja hasta la comuna de Los Ángeles. Se deben realizar la primera fase de estudios para determinar si el servicio es viable. Otro proyecto mencionado en 2022 es el Tren urbano Arica, el cual en 2024 está en etapa de estudio de prefactibilidad.
El 24 de mayo de 2022 el gerente general de EFE Patricio Pérez, la gerente general de EFE Valparaíso María Alicia Sánchez, el gobernador regional de Valparaíso Rodrigo Mundaca, y el Seremi de Vivienda y Urbanismo, firmaron un convenio para estudiar la extensión del Tren Limache-Puerto desde lo estación La Calera hasta estación Llay Llay-estación San Felipe-estación Los Andes. El estudio convenido busca identificar la rentabilidad características técnicas del servicio que debería establecerse.
El 10 de enero de 2023 el presidente Gabriel Boric junto al ministro de Obras Públicas Juan Carlos García, el ministro de Transportes y Telecomunicaciones Juan Carlos Muñoz y el presidente de EFE Eric Martin González, anunciaron la restitución del servicio en el marco del plan «Trenes para Chile». A diferencia de los trazados propuestos por TVS y por Agunsa, el trayecto contempla gran parte del servicio original y se estima que demorará 90 minutos. Con una inversión de 1320 millones de dólares, se espera que la obra sea licitada en 2025 y sea puesta en operación para el año 2030.
Otro proyecto en cartera anunciado oficialmente durante el gobierno del presidente Boric es el Tren Llanquihue-Puerto Montt, el cual inició sus obras en febrero de 2024. Se proyectó que el servicio inicie sus operaciones en marzo de 2025, sin embargo, como consecuencia de observaciones realizadas por Contraloría, se anunció que esta estación y el resto del servicio será inaugurado en abril de 2025, una vez subsanadas las deficiencias detectadas. La inauguración tuvo lugar el 22 de abril de 2025, hay 6 trenes por día.

## Administración y finanzas
Además de controlar a las filiales EFE Central, EFE Valparaíso, EFE Sur y Ferrocarril Arica-La Paz, la Empresa de los Ferrocarriles del Estado administra otras empresas que cumplen funciones para la ejecución de la empresa.
- Inmobiliaria Nueva Vía S.A. (INVIA S.A.): administraba bienes muebles e inmuebles de EFE y sus filiales. Fue disuelta en diciembre de 2019 e incorporada dentro de la empresa matriz de EFE.[93]
- Servicio de Trenes Regionales Terra S.A. (TERRASUR): es una filial de EFE que no tiene actividad comercial en el transporte ferroviario desde 2011.
- Infraestructura y Tráfico Ferroviario S.A. (ITF): se encarga de la administración, mantenimiento y reparación de la infraestructura y equipos ferroviarios.
- Empresa de Transporte Suburbano de Pasajeros S.A. (TRANSUB): es una coligada creada el 30 de enero de 1998 en alianza con el Metro de Santiago. Aún está en puesta en marcha.
- Inmobiliaria Paseo Estación S.A. (IPESA): es una empresa coligada de EFE con una participación del 17% de sus acciones desde 1994. Esta empresa se encarga de explotar y arrendar bienes muebles e inmuebles.

## Red ferroviaria e infraestructura

Red ferroviaria administrada por EFE a 2020, que incluye servicios de pasajeros y turísticos presentes y proyectados a futuro.

### Antes de EFE
Antes de la creación de EFE, ya existían ferrocarriles en la zona norte y centro de Chile en operaciones, siendo el más antiguo el Ferrocarril Tacna-Arica de 1857 que era parte del territorio de Perú, y en territorio chileno fueron construidos el Ferrocarril Caldera-Copiapó (1861), Ferrocarril de Carrizal a Cerro Blanco (1865), Ramal Paipote-Los Loros y el Ferrocarril Salitrero de Tarapacá de 1871; además del ferrocarril de Valparaíso a Santiago y su ramal Llay-Llay-Los Andes (1855-1863, 1871), junto con la sección del Longitudinal Sur que fue construida entre Santiago y Curicó (1853-1868). En 1861 habían 118 kilómetros de vía en explotación.

### Inicio de la estatización
El Estado de Chile era socio mayoritario en las compañías que administraban muchos de estos proyectos, luego de que en 1858 el Estado se convirtiera en dueño del ferrocarril a Valparaíso, el ferrocarril de San Rosendo a Talcahuano y el ferrocarril de la Frontera (San Rosendo-Angol-Los Ángeles). En 1873 se aprobó una ley que permitió al Estado de Chile comprar la Compañía de Ferrocarriles del Sur que tenía control sobre el ferrocarril entre Santiago y Curicó. En 1876 habían 1537 kilómetros de vía en explotación (863 km estatales y 674 km privados).
En estas fechas fueron construidas las secciones del ferrocarril entre Puerto y Barón (Valparaíso, 1876) y la sección del Longitudinal Sur entre San Rosendo y Renaico (1878) en el centro sur, y en el norte el Ferrocarril de Taltal (1882). En 1880 habían 1777 kilómetros de vía en explotación (950 km estatales y 827 km privados).

### Creación de EFE
El 4 de enero de 1884 fue aprobada la ley que crea la figura de un director general de ferrocarriles a nivel nacional, suprimiendo las superintendencias que existían hasta entonces, que derivó en la creación de la Empresa de los Ferrocarriles del Estado de Chile, lo que inició un proceso coordinado de expansión de la red ferroviaria nacional, siguiendo una serie de políticas estatales.
| Año                           | Kilómetros | Kilómetros | Kilómetros |
| Año                           | Total      | Estatales  | Privados   |
| ----------------------------- | ---------- | ---------- | ---------- |
| 1900                          | 4354       | 2125       | 2229       |
| 1910                          | 5945       | 2830       | 3114       |
| 1920                          | 8211       | 4579       | 3632       |
| 1930                          | 8937       | 5807       | 3130       |
| 1940                          | 8610       | 5924       | 2686       |
| 1950                          | 8503       | 6275       | 2228       |
| 1960                          | 8360       | 6865       | 1495       |
| 1969                          | 8093       | 6806       | 1287       |
| 1980                          | 8060       | 7120       | 940        |
| 2001                          | 6623       | 2348       | 4275       |
| 2010                          | 6171       | 2372       | 3799       |
| 2020                          | 1866       | 481        | 1385       |
| referencias: 1900-2010; 2020. |            |            |            |

La red ferroviaria alcanzó su apogeo en las décadas de 1950 y 1960, cuando EFE operaba miles de kilómetros de vías que abarcaban casi todo el territorio chileno, desde Arica en el extremo norte hasta Puerto Montt en el sur.
Sin embargo, a partir de la década de 1970, EFE enfrentó una serie de desafíos económicos y estructurales. La competencia con el transporte por carretera y la disminución de la rentabilidad de algunos tramos llevaron al cierre progresivo de varias líneas. Este proceso de desmantelamiento culminó con la venta de la red norte del país a empresas ferroviarias privadas, lo que representó un duro golpe para la cohesión de la red ferroviaria estatal. En las décadas siguientes, EFE continuó operando con una red reducida, enfocándose principalmente en el transporte de pasajeros en la zona centro-sur del país que es más poblada.
Es en la década de 1990 que la cantidad de vías se ve drásticamente reducida luego de que la red norte de Chile fuera adquirida por Ferronor (1880 km de vías entre La Calera e Iquique, y que en 2011 tenía un 15% en operaciones) así como por la Compañía Minera del Pacífico y el Ferrocarril de Antofagasta a Bolivia.
A 2018, la empresa posee bajo su administración 2200 kilómetros de vías férreas.
Sin embargo, en 2020 comenzó una discusión sobre la rehabilitación y reapertura de vías cerradas o levantadas, como por ejemplo los proyectos de rehabilitación de la línea Concepción-Santa Fe-Los Ángeles y la posible construcción de una nueva línea ferroviaria entre Chillán y Concepción.

#### Otra infraestructura asociada

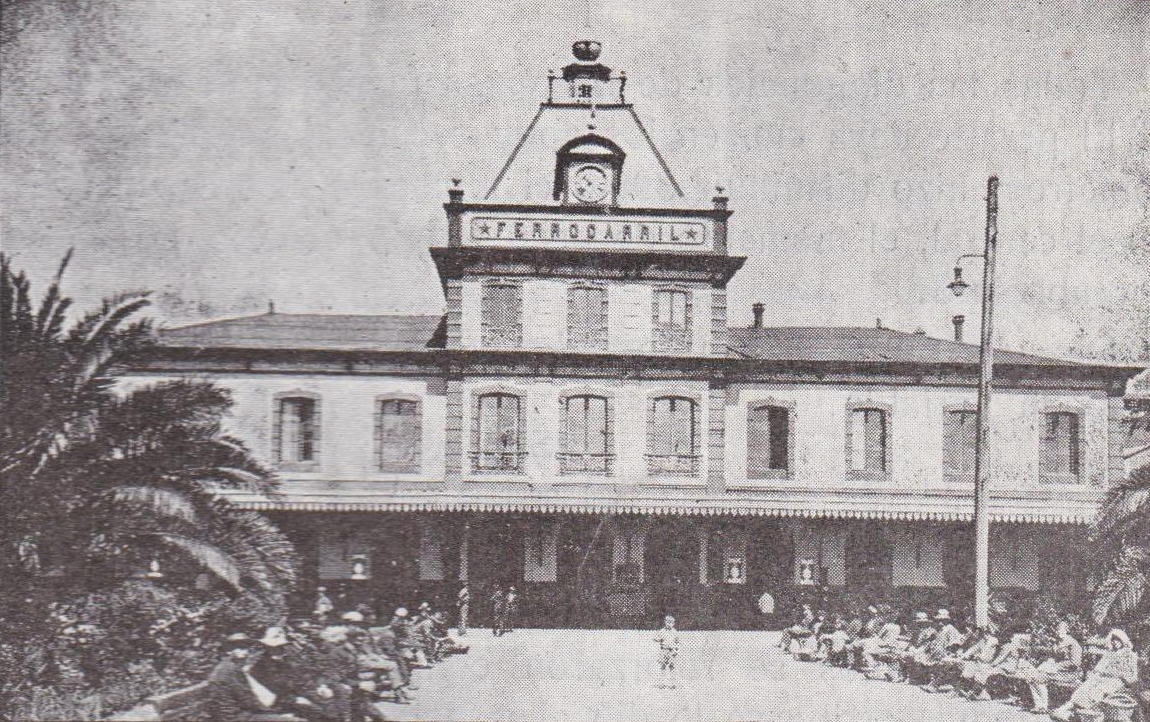
Antigua estación de Concepción (c. 1929)

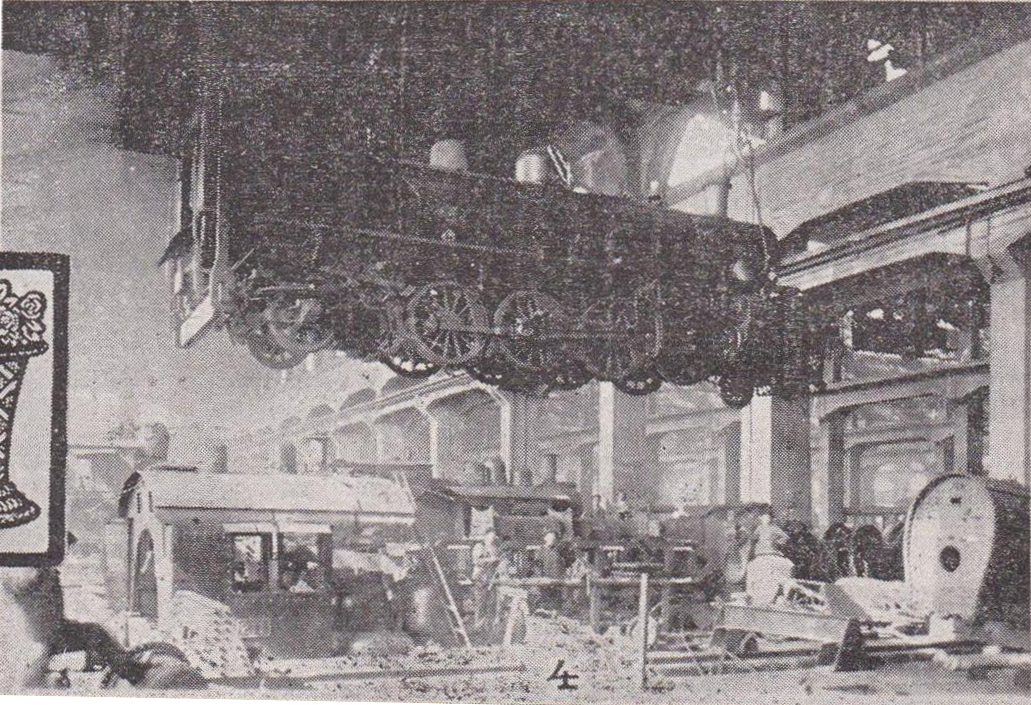
Locomotora sobrevolando uno de los talleres de la Maestranza San Bernardo (c. 1929)

Además de las vías, EFE administra bienes inmuebles como recintos y sus estaciones, paraderos, puentes, túneles, maestranzas; y bienes muebles, como locomotoras y carros.
Estaciones y paraderos
Hacia 1968 EFE administraba en su red norte 168 estaciones, 12 paraderos (incluidos ramales), mientras que en la red sur contó con 245 estaciones y 130 paraderos.
Puentes y túneles
A 1943 EFE indicaba que poseía 125 puentes en su Longitudinal Sur y 61 en sus ramales; mientras que en el Longitudinal Norte se contaban 45 más 14 que poseían sus ramales. En cuanto a túneles, el Longitudinal Sur contaba con dos y sus ramales poseían 56; mientras que el Longitudinal norte contó con 21 más siete en sus ramales.
Maestranzas y talleres
Hacia 1968 la empresa de ferrocarriles contaba con siete maestranzas y nueve talleres repartidos de Arica a Osorno.
Material rodante
A fines de la década de 1960 se señala que EFE poseía a nivel nacional, para sus cuatro tipos de trocha, 320 máquinas a vapor, 247 diésel y 140 eléctricas. A 2023 EFE cuenta con 97 trenes en operaciones, siendo un 93% eléctricas.

## Empresas filiales
En 2024, el Grupo EFE tiene siete empresas filiales y dos coligadas que prestan servicios regulares de pasajeros y servicios turísticos, administran y explotan los bienes muebles e inmuebles de EFE y realizan mantención del equipamiento ferroviario.
| Empresa        | Regiones                                       | Infraestructura y tráfico | Servicios de pasajeros |
| -------------- | ---------------------------------------------- | --- | --- |
| EFE Arica      | Arica y Parinacota                             | Arica-Visviri | Ferrocarril Arica-La Paz Tren urbano Arica |
| EFE Valparaíso | Valparaíso                                     | Limache-Puerto | Tren Limache-Puerto |
| EFE Central    | Valparaíso Metropolitana O'Higgins Maule Ñuble | Alameda-Limache San Pedro-Ventanas Llay Llay-Los Andes Los Andes-Saladillo Alameda-Chillán Alameda-San Antonio Paine-Talagante Talca-Constitución | Tren Nos-Estación Central Tren Rancagua-Estación Central Tren Chillán-Estación Central Tren San Fernando-Estación Central Tren Talca-Constitución Tren Parral-Chillán Tren Curicó-Linares |
| EFE Sur        | Ñuble Biobío Araucanía Los Ríos Los Lagos      | Chillán-Puerto Montt Rucapequén-Nueva Aldea Lirquén-Concepción San Rosendo-Talcahuano Concepción-Horcones Coigüe-Nacimiento Antilhue-Valdivia     | Biotrén Tren Talcahuano-Laja Tren Victoria-Temuco Tren Temuco-Pitrufquén Tren Llanquihue-Puerto Montt                                                                                     |